# Język gayo
Język gayo (basa Gayo) – język austronezyjski używany na Sumatrze w Indonezji, rozpowszechniony wśród ludu Gayo, zamieszkującego górzyste tereny w północnej części wyspy. Według danych z 2000 roku posługuje się nim ok. 300 tys. osób.
Według Ethnologue dzieli się na cztery dialekty: deret, lut, serbejadi-lukup, lues. Wszystkie odmiany są wzajemnie zrozumiałe, różnice między nimi dotyczą leksyki i cech wymowy. Dialekty serbejadi (z rejonu wsi Lukup) i lues (z rejonu wsi Belangkejeren) uchodzą za niekulturalne. W powszechnym użyciu jest także język indonezyjski, który odgrywa dużą rolę w edukacji, mediach i komunikacji międzyetnicznej.
Został powiązany z językami batackimi oraz językami z wysp u zachodniego wybrzeża Sumatry. Niemniej przynajmniej część podobieństw słownikowych między gayo a językami batackimi wynika z zapożyczania; pokrewieństwo tych języków jest dyskusyjne. W gayo występuje też wiele zapożyczeń z aceh i malajskiego; oba te języki miały duże znaczenie historyczne.
W mieście Takengon, zamieszkiwanym przez różne grupy etniczne, najczęściej używanym językiem jest indonezyjski. W innych (konserwatywnych) miejscowościach gayo pozostaje preferowanym środkiem codziennej komunikacji.
Pierwsze informacje nt. ludu Gayo ukazały się w 1903 r. W 1907 r. G.A.J. Hazeu wydał słownik (Gajösch-Nederlandsch woordenboek), w którym znalazły się również dane nt. fonologii i morfologii. Kolejne znaczące publikacje pochodzą z II poł. XX wieku. Pod auspicjami Pusat Pembinaan dan Pengembangan Bahasa ukazały się słowniki: Kamus Bahasa Gayo-Indonesia (1982), Kamus Bahasa Indonesia-Bahasa Gayo (dwa tomy, 1996)  . W słowniku z 1996 r. skupiono uwagę na dialekcie lut. W latach 70. i 80. XX w. powstało szereg prac poświęconych różnym aspektom tego języka (fonologii, morfologii i składni), sporządzonych przez badaczy z Universitas Syiah Kuala.
Tradycyjnie nie był zapisywany, a w roli języka literackiego występował malajski (zapisywany pismem jawi). W okresie kolonialnym do użytku wprowadzono alfabet łaciński, przy czym nie istnieje ogólnie przyjęta ortografia. Piśmiennictwo w języku gayo obejmuje dzieła poetyckie i gazety.